# Europamästerskapen i bancykling 2025
Europamästerskapen i bancykling 2025 hölls mellan den 12 och 16 februari 2025 i Velodroom Limburg i Heusden-Zolder i Belgien. Det var den 15:e upplagan av europamästerskapen i bancykling.

## Grenar
| Gren                            | Guld                                                                     | Guld                                           | Silver                                                                              | Silver                           | Brons                                                                           | Brons                                         |
| Herrar                          |                                                                          |                                                |                                                                                     |                                  |                                                                                 |                                               |
| Sprint                          | Harrie Lavreysen · Nederländerna                                         | Harrie Lavreysen · Nederländerna               | Mikhail Yakovlev · Israel                                                           | Mikhail Yakovlev · Israel        | Rayan Helal · Frankrike                                                         | Rayan Helal · Frankrike                       |
| Lagsprint                       | Frankrike Timmy Gillion Rayan Helal Sébastien Vigier                     | 42,609[G]                                      | Nederländerna Harrie Lavreysen Loris Leneman Tijmen van Loon                        | 43,253[G]                        | Storbritannien Harry Ledingham-Horn Hayden Norris Harry Radford                 | 43,152[B]                                     |
| Lagförföljelselopp              | Danmark Tobias Hansen Niklas Larsen Lasse Norman Leth Robin Juel Skivild | 3.51,113[G]                                    | Storbritannien Rhys Britton Josh Charlton Michael Gill Alfred Hobbs William Tidball | 3.51,832[G]                      | Schweiz Noah Bögli Mats Poot Pascal Tappeiner Alex Vogel                        | 3.53,467[B]                                   |
| Keirin                          | Harrie Lavreysen · Nederländerna                                         | Harrie Lavreysen · Nederländerna               | Maximilian Dörnbach · Tyskland                                                      | Maximilian Dörnbach · Tyskland   | Tom Derache · Frankrike                                                         | Tom Derache · Frankrike                       |
| Omnium                          | Tim Torn Teutenberg · Tyskland                                           | 167 poäng                                      | Niklas Larsen · Danmark                                                             | 165 poäng                        | Philip Heijnen · Nederländerna                                                  | 147 poäng                                     |
| Madison                         | Nederländerna Yanne Dorenbos Vincent Hoppezak                            | 119 poäng                                      | Tyskland Roger Kluge Tim Torn Teutenberg                                            | 105 poäng                        | Portugal Ivo Oliveira Rui Oliveira                                              | 96 poäng                                      |
| 1000 m tidslopp[N]              | Matteo Bianchi · Italien                                                 | 59,965                                         | Maximilian Dörnbach · Tyskland                                                      | 1.00,390                         | David Peterka · Tjeckien                                                        | 1.01,018                                      |
| Individuellt förföljelselopp[N] | Josh Charlton · Storbritannien                                           | 4.02,882[G]                                    | Ivo Oliveira · Portugal                                                             | 4.03,631[G]                      | Michael Gill · Storbritannien                                                   | 4.09,859[B]                                   |
| Poänglopp[O]                    | Iúri Leitão · Portugal                                                   | 157 poäng                                      | Yanne Dorenbos · Nederländerna                                                      | 114 poäng                        | Jasper De Buyst · Belgien                                                       | 106 poäng                                     |
| Scratch[O]                      | Iúri Leitão · Portugal                                                   | Iúri Leitão · Portugal                         | Vincent Hoppezak · Nederländerna                                                    | Vincent Hoppezak · Nederländerna | William Tidball · Storbritannien                                                | William Tidball · Storbritannien              |
| Elimineringslopp[O]             | Tim Torn Teutenberg · Tyskland                                           | Tim Torn Teutenberg · Tyskland                 | Rui Oliveira · Portugal                                                             | Rui Oliveira · Portugal          | Jules Hesters · Belgien                                                         | Jules Hesters · Belgien                       |
| Damer                           |                                                                          |                                                |                                                                                     |                                  |                                                                                 |                                               |
| Sprint                          | Jana Burlakova Individuella neutrala idrottare                           | Jana Burlakova Individuella neutrala idrottare | Rhian Edmunds · Storbritannien                                                      | Rhian Edmunds · Storbritannien   | Alina Lysenko Individuella neutrala idrottare                                   | Alina Lysenko Individuella neutrala idrottare |
| Lagsprint                       | Nederländerna Kimberly Kalee Hetty van de Wouw Steffie van der Peet      | 46,322[G]                                      | Storbritannien Lauren Bell Rhian Edmunds Rhianna Parris-Smith                       | 46,929[G]                        | Tyskland Lea Friedrich Pauline Grabosch Clara Schneider                         | 47,333[B]                                     |
| Lagförföljelselopp              | Italien Martina Alzini Chiara Consonni Martina Fidanza Vittoria Guazzini | 4.14,213[G]                                    | Tyskland Franziska Brauße Lisa Klein Mieke Kröger Laura Süßemilch                   | 4.14,939[G]                      | Storbritannien Sophie Leech Tegan Lewis Elizabeth Lister Anna Morris Neah Evans | 4.18,147[B]                                   |
| Keirin                          | Steffie van der Peet · Nederländerna                                     | Steffie van der Peet · Nederländerna           | Rhian Edmunds · Storbritannien                                                      | Rhian Edmunds · Storbritannien   | Hetty van de Wouw · Nederländerna                                               | Hetty van de Wouw · Nederländerna             |
| Omnium                          | Lorena Wiebes · Nederländerna                                            | 114 poäng                                      | Maddie Leech · Storbritannien                                                       | 114 poäng                        | Amalie Dideriksen · Danmark                                                     | 103 poäng                                     |
| Madison                         | Nederländerna Lisa van Belle Maike van der Duin                          | 62 poäng                                       | Italien Chiara Consonni Vittoria Guazzini                                           | 53 poäng                         | Frankrike Victoire Berteau Marion Borras                                        | 42 poäng                                      |
| 1000 m tidslopp[N]              | Hetty van de Wouw · Nederländerna                                        | 1.04,497 0VR0                                  | Martina Fidanza · Italien                                                           | 1.05,969                         | Clara Schneider · Tyskland                                                      | 1.06,745                                      |
| Individuellt förföljelselopp[N] | Anna Morris · Storbritannien                                             | 4.25,874[G] 0VR0                               | Vittoria Guazzini · Italien                                                         | 4.34,098[G]                      | Mieke Kröger · Tyskland                                                         | 4.33,451[B]                                   |
| Poänglopp[O]                    | Anita Stenberg · Norge                                                   | 56 poäng                                       | Marion Borras · Frankrike                                                           | 54 poäng                         | Maike van der Duin · Nederländerna                                              | 53 poäng                                      |
| Scratch[O]                      | Martina Fidanza · Italien                                                | Martina Fidanza · Italien                      | Lorena Wiebes · Nederländerna                                                       | Lorena Wiebes · Nederländerna    | Maria Martins · Portugal                                                        | Maria Martins · Portugal                      |
| Elimineringslopp[O]             | Lara Gillespie · Irland                                                  | Lara Gillespie · Irland                        | Hélène Hesters · Belgien                                                            | Hélène Hesters · Belgien         | Lisa van Belle · Nederländerna                                                  | Lisa van Belle · Nederländerna                |

- Cyklister skrivna i kursiv stil tävlade endast i omgångarna innan finalen.
- N  Dessa grenar finns inte med i OS.
- O  I OS finns dessa grenar endast med i kombinationsgrenen omnium.
- G  Tid från guldloppet.
- B  Tid från bronsloppet.

## Medaljtabell
*   Värdland ( Belgien)
| Nr                   | Nation                          | Guld | Silver | Brons | Totalt |
| -------------------- | ------------------------------- | ---- | ------ | ----- | ------ |
| 1                    | Nederländerna                   | 8    | 4      | 4     | 16     |
| 2                    | Italien                         | 3    | 3      | 0     | 6      |
| 3                    | Storbritannien                  | 2    | 5      | 4     | 11     |
| 4                    | Tyskland                        | 2    | 4      | 3     | 9      |
| 5                    | Portugal                        | 2    | 2      | 2     | 6      |
| 6                    | Frankrike                       | 1    | 1      | 3     | 5      |
| 7                    | Danmark                         | 1    | 1      | 1     | 3      |
| –                    | Individuella neutrala idrottare | 1    | 0      | 1     | 2      |
| 8                    | Irland                          | 1    | 0      | 0     | 1      |
| 8                    | Norge                           | 1    | 0      | 0     | 1      |
| 10                   | Belgien*                        | 0    | 1      | 2     | 3      |
| 11                   | Israel                          | 0    | 1      | 0     | 1      |
| 12                   | Schweiz                         | 0    | 0      | 1     | 1      |
| 12                   | Tjeckien                        | 0    | 0      | 1     | 1      |
| Totalt (13 nationer) | Totalt (13 nationer)            | 22   | 22     | 22    | 66     |